# 賴燕雪
賴燕雪（英語：Lai Yen-hsueh，1964年4月18日—），臺灣民主進步黨籍政治人物，2012年參選南投縣第二選區立法委員、2022年參選南投市市長，但都未當選。

## 經歷
賴燕雪是南投人，在凱達格蘭學校地方領袖班肄業。其後，她於2006年起在第一選區（南投市、名間鄉）當選為南投縣議會議員。期間，她曾擔任民主進步黨南投縣黨部第十屆主任委員，以及南投縣議會民進黨團總召。在歷次選舉當中除了議員選舉外皆以落敗收場。
2011年3月30日，賴燕雪獲民進黨徵召，代表民進黨參選南投縣第二選舉區（南投市、名間鄉、集集鎮、竹山鎮、鹿谷鄉、水里鄉、信義鄉）的第八屆立法委員選舉。賴燕雪在是次選舉中與林明溱對壘，最終以9%的差距落敗。
2019年《臺灣臺中地方法院108年度中簡字第 2775 號刑事判決》指出賴燕雪涉犯竊盜罪，得易科罰金。
2022年3月，代表民進黨參選南投市長選舉，由於南投市選民結構藍大於綠，綠營從未在市長選舉獲勝，最終以2萬4千多張選票輸給國民黨張嘉哲約10%。

## 參選紀錄
| 年度 | 選舉屆數               | 選舉區                 | 所屬政黨   | 得票數    | 得票率 | 當選標記 | 備註 |
| ---- | ---------------------- | ---------------------- | ---------- | --------- | ------ | -------- | ---- |
| 2005 | 任務型國民大會代表選舉 | 任務型國民大會代表選舉 | 民主進步黨 | 1,647,791 | 42.52% |          |      |
| 2005 | 第十六屆南投縣議員選舉 | 南投縣第一選舉區       | 民主進步黨 | 5,943     | 7.71%  |          |      |
| 2009 | 第十七屆南投縣議員選舉 | 南投縣第一選舉區       | 民主進步黨 | 10,330    | 13.76% |          |      |
| 2012 | 第八屆立法委員選舉     | 南投縣第二選舉區       | 民主進步黨 | 66,447    | 45.68% |          |      |
| 2014 | 第十八屆南投縣議員選舉 | 南投縣第一選舉區       | 民主進步黨 | 8,782     | 10.71% |          |      |
| 2018 | 第十九屆南投縣議員選舉 | 南投縣第一選舉區       | 民主進步黨 | 8,031     | 9.94%  |          |      |
| 2022 | 第十二屆南投市市長選舉 | 南投縣南投市           | 民主進步黨 | 24,156    | 44.50% |          |      |

## 外部連結
- 賴燕雪的Facebook專頁
- 賴燕雪的Instagram帳戶

1. ↑  陳驊萱. . 台灣地方新聞.   [2011-07-10]. （原始内容存档于2016-03-04）.
2. ↑  . 中央選舉委員會. 2012.
3. ↑  . HiNet生活誌. 2022-10-03.[]
4. ↑  . 司法院法學資料檢索系統. 2019-12-20. （原始内容存档于2022-12-22）.
5. ↑  . 中國時報. 2022-03-10  [2022-03-11]. （原始内容存档于2022-03-11）.
6. ↑  . 中國時報. 2022-05-06  [2022-07-06]. （原始内容存档于2022-12-22）.